# نورث بدلزلی
نورث بدلزلی (به انگلیسی: North Baddesley) یک روستا و محله مدنی در بریتانیا است که در Test Valley واقع شده‌است. نورث بدلزلی ۱۲٬۸۷۸ نفر جمعیت دارد.